# Onitis brahma
Onitis brahma är en skalbaggsart som beskrevs av Lansberge 1875. Onitis brahma ingår i släktet Onitis och familjen bladhorningar. Inga underarter finns listade i Catalogue of Life.